# خطاب الحلم
خطاب الحلم هو الكلام الداخلي الذي يحدث أثناء الحلم. صاغ هذا المصطلح إميل كريبيلن في كتابه الصادر عام 1906 بعنوان "حول اضطرابات اللغة في الأحلام". ناقش النص أشكالاً مختلفة من خطاب الحلم، عارضًا 286 مثالًا. ولا ينبغي الخلط بين خطاب الحلم و"لغة الأحلام"، والتي تشير إلى الوسائل البصرية لتمثيل الأفكار في الأحلام.
اعتبر كريبيلين ثلاثة أنواع من خطاب الحلم: اضطرابات اختيار الكلمات (وتسمى أيضًا أخطاء التعبير)، واضطرابات الخطاب (مثل اضطرابات القواعد) واضطرابات التفكير. الشكل الأكثر شيوعًا لخطاب الحلم هو الألفاظ المستحدثة.
وبينما كان كريبيلين مهتمًا بالجوانب النفسية والعقلية لخطاب الحلم، اهتم الباحثون المعاصرون بإنتاج الكلام في الأحلام باعتباره جانبًا كاشفًا عن الإدراك في العقل الحالم. وقد وجد بعضهم أنه أثناء خطاب الحلم لا تعمل منطقة فيرنيكه بشكل جيد، بينما تعمل منطقة بروكا، مما يؤدي إلى وجود قواعد سليمة لكن بمعنى قليل.

## بحث كريبيلين
درس كريبيلين خطاب الحلم لأنه وفّر له دلائل على الاضطرابات اللغوية المماثلة لدى مرضى الفصام. وفي عام 1920 صرّح بأن "خطاب الحلم يتطابق في كل تفصيل مع اضطراب الكلام الفصامي."
في كتابه عرض كريبيلين 286 مثالًا من خطاب الحلم، أغلبها من أحلامه الشخصية. وبعد عام 1906 واصل جمع نماذج من خطاب الحلم حتى وفاته عام 1926. كانت هذه المرة النماذج تكاد تقتصر على أحلامه الخاصة، ولا تزال النصوص الأصلية المكتوبة بخط اليد متوفرة اليوم في أرشيف معهد ماكس بلانك للطب النفسي في ميونيخ. وقد نُشرت هذه النماذج الجديدة من خطاب الحلم عام 1993 في كتاب هاينيك (جزئيًا مترجمة إلى الإنجليزية) وفي عام 2006 بالألمانية الأصلية مع العديد من الملاحظات القيّمة المضافة. ولم يُجرَ أي حذف على المجموعة الثانية من النصوص، كما أضيفت تواريخ للأحلام.
| بلير-بلير (خطاب الحلم، مايو 1908) | Krankheiten النفسية، die plötzlich (blitzschnell) hereinbrechen. Als besonders pägnant und glückliche Neubildung aufgefasst. Absicht der Frau mitzuteilen deswegen. |

بما أن كريبيلين في عام 1906 كان قد جمع نماذج من خطاب الحلم لأكثر من 20 عامًا، فقد دوّن نماذجه من خطاب الحلم على مدى أكثر من 40 عامًا، مع مراعاة منظور علمي.
بدأ خطاب الحلم لدى كريبيلين خلال فترة (1882–1884) من أزمة شخصية واكتئاب. ففي عام 1882 تم فصله من عمله بعد بضعة أسابيع فقط في العيادة النفسية في لايبزيغ، وبعد شهرين توفي والده.

## اضطراب الكلام الفصامي
واجه كريبيلين اضطراب الكلام الفصامي – الذي أطلق عليه في البداية اسم اضطراب اختلاط الكلام، ثم اضطراب اختلاط الكلام الفصامي، وأخيرًا الفصام الكلامي – والذي كان يظهر لدى مرضاه. ولكن – كما يوضح كريبيلين – فإن دراسة الفصام الكلامي أمر يكاد يكون مستحيلًا، لأن ما يحاول المريض التعبير عنه غير معروف.
ومع ذلك، وباستخدام التشبيه الكلاسيكي بين الحلم والذهان، حاول أولًا دراسة خطاب الحلم على أمل أن يقوده ذلك إلى فهم أعمق لاضطراب الكلام الفصامي. وهكذا اعتاد كريبيلين على تسجيل أحلامه، ليس لتفسيرها لأغراض شخصية كما في التحليل النفسي، بل لاستخدامها في دراسة علمية. لم يتمكن كريبيلين من تسجيل الكلام المنحرف في أحلامه فحسب، بل أيضًا العبارة المقصودة (وهي ما يغيب في الكلام المنحرف لدى مرضاه الذين لا يستطيعون بوضوح تجاوز حدود الذهان إلى الواقع). على سبيل المثال، معظم الألفاظ المستحدثة (العبارات المنحرفة) في أحلام كريبيلين لها معنى (العبارات المقصودة).

## الاضطرابات الأساسية
أشار كريبيلين إلى وجود اضطرابين أساسيين يقفان وراء خطاب الحلم: ضعف في وظيفة منطقة فيرنيكه، وضعف في وظيفة المناطق الأمامية التي تتركز فيها القدرة على التفكير التجريدي. ولذلك يتم التعبير في الأحلام عن الأفكار الفردية بدلًا من الأفكار العامة. ومن بين هذه الأفكار الفردية أدرج كريبيلين الأسماء الخاصة بمفهومها الواسع.

## آخرون في خطاب الحلم
قامت توني ابنة كريبيلين، وهي طبيبة نفسية أيضًا، بجمع ثمانية أمثلة من خطاب الحلم، كان أحدها قد دُوّن أثناء الحرب العالمية الثانية، بعد فترة قصيرة من وفاة الإمبراطور الألماني فيلهلم الثاني في هولندا. وقد قدّم فرويد بعض الأمثلة على خطاب الحلم، معظمها ألفاظ مستحدثة، في كتابه تفسير الأحلام. وفي عام 1911 ذكر هافلوك إليس مثالين على خطاب الحلم في كتابه عالم الأحلام، كما ناقش بإيجاز نظرية كريبيلين.

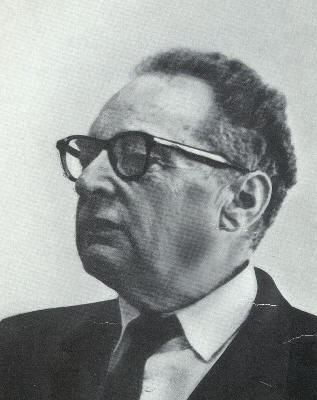
رومان ياكوبسون

في عام 1941 ناقش عالم اللغة رومان ياكوبسون كتاب كريبيلين وأسهم بمثال مهم على خطاب الحلم. ففي حلمه تحوّلت الكلمة التشيكية zemřel (مات) إلى seme، وذلك وفقًا لياكوبسون لأن الحروف السائلة (l وr) اختفت. أراد ياكوبسون بهذا المثال أن يبيّن أن منطقة بروكا لم تكن تعمل جيدًا أثناء نومه العميق. ويُعد هذا مثالًا مضادًا لنظرية كريبيلين التي تقول إن منطقة فيرنيكه فقط هي التي تتأثر أثناء خطاب الحلم.
يفترض ياكوبسون أن seme لا معنى لها وأنها مرتبطة مباشرة بـ zemřel من دون أي روابط وسيطة. ومع ذلك، قد يكون هناك تفسير آخر يتوافق مع نظرية كريبيلين لمثال ياكوبسون إذا أمكن إيجاد سلسلة مترابطة من المعاني تصل بشكل غير مباشر بين zemřel و seme.
ومن الجدير بالذكر أن seme هي جزء ذو معنى في المثال رقم 49 من أمثلة خطاب الحلم لدى كريبيلين، حيث تُعتبر كلمة parsemenie كلمة روسية تعني "بضعة أسابيع". ولعل ياكوبسون، المولود في روسيا، قد استلهم كلمة parsemenie واستخدمها في حلمه. وفي مثال آخر من خطاب الحلم لدى كريبيلين (رقم 113) تظهر الحرف التشيكي ř في اسم قرية تشيكية هي Příbram، وقد يكون لهذا تأثير أيضًا على حلم ياكوبسون، العضو السابق في الحلقة اللغوية في براغ.

## طريقة خاصة
من أجل تحليل شيفرة خطاب الحلم لدى كريبيلين تم تطوير طريقة خاصة يمكن تطبيقها أيضًا على خطاب أحلام الآخرين. الهدف منها هو إعادة بناء سلاسل الترابط الذهني، وهي تتطلب دقة في الربط، واستخدام المعلومات السياقية ذات الصلة، وأن تكون السلاسل قصيرة قدر الإمكان. يمكن أن تكون الروابط في السلسلة مرادفات، وأحيانًا بكلمات بلغة أجنبية، أو روابط قائمة على شكل الكلمة. وتكتسب أهمية خاصة الروابط الفردية الفريدة، أي تلك التي تخص شخصًا معينًا (هنا الحالم نفسه). يجب أن تلتقي السلاسل الجزئية – التي تُبنى انطلاقًا من كلٍّ من نموذج خطاب الحلم ومعناه (الذي يقدمه الحالم مسبقًا) – في نقطة وسط من دون أي تناقض.

## تشايكا مقابل فرومكين
بينما شبّه كريبيلين خطاب الحلم بالفصام الكلامي، ما هو الرأي الحالي حول هذا الاضطراب؟ خلال النقاش الشهير في سبعينيات القرن الماضي بين اللغويتين إلين تشايكا وفيكتوريا فرومكين حول خطاب الفصام، كانت تشايكا تميل لفترة طويلة إلى أن الفصام الكلامي هو نوع من فقدان الكلام المتقطع، في حين قالت فرومكين إن أخطاء الكلام الفصامي يمكن أن تحدث أيضًا لدى الأشخاص "الطبيعيين". لكن النقاش انتهى الآن لأن تشايكا قالت:قالب:Dreamingكما ترى أيضًا أن:
"لم أعد أعتقد أن الخطأ في اضطراب الكلام لدى [الفصاميين] يجب أن يُعادل بالضرورة الأفاسيات الناتجة عن تلف فعلي في الدماغ."
تقارن تشايكا أخطاء الكلام الفصامي بأخطاء الكلام المعقدة التي يصعب تحليلها. ويقترب الموقف الحالي لتشايكا من موقف كريبيلين الذي أشار إلى أن أخطاء مشابهة لتلك في الفصام الكلامي يمكن أن تحدث أيضًا لدى الأشخاص الطبيعيين أثناء الأحلام.

"يمكن أن يختلف تفسير معنى مثل هذا الكلام اختلافًا كبيرًا بناءً على ما إذا كان يُنظر إليه على أنه ناتج عن عجز حقيقي في إنتاج اللغة، مقابل كونه ناتجًا عن فشل في النية."

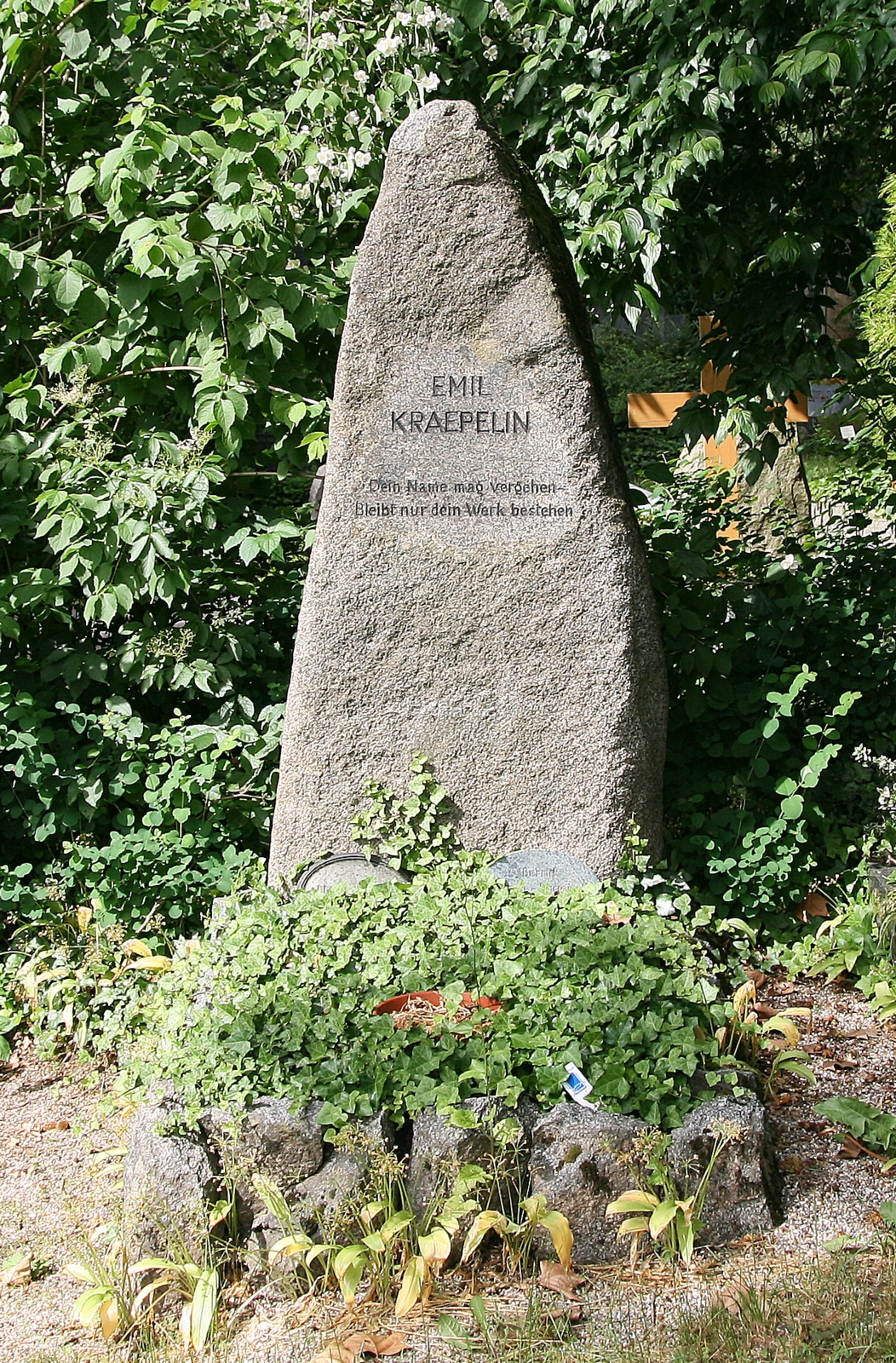
شاهد قبر في هايدلبرغ مع ضريح: Dein Name mag vergehen

## البحث المعرفي في خطاب الحلم
يبدو أن خطاب الحلم يلعب دورًا هامشيًا في نظرية الأحلام عند النظرة الأولى. ومع ذلك، يتضح الترابط المهم بين الحلم والكلام جيدًا من خلال قول ديفيد فولكس: "مهما بدا الحلم بصريًا، فإنه قد يُخطط وينظم بواسطة نظام إنتاج الكلام البشري."
أكدت الأبحاث الحديثة أحد الاضطرابات الأساسية التي أشار إليها كريبيلين. في كتاب لجنة النوم، تصف عالمة النفس في جامعة هارفارد ديردري باريت أمثلة لأدب حلمي حيث سمع الحالمون كلمات أو قرأوها ثم قاموا لاحقًا بكتابتها ونشرها بعد استيقاظهم. تلاحظ باريت أن معظم هذه الأمثلة من الشعر وليس النثر أو القصص، مع استثناءات قليلة مثل عنوان كتاب فاينتي فير الذي جاء لتاكري في حلم، أو مثلًا الشمس والقمر لكاثرين مانسفيلد. وتقترح باريت أن السبب في تفوق الشعر في الأحلام هو أن القواعد النحوية تبدو محفوظة جيدًا في لغة الحلم بينما المعنى يتأثر، ويبرز الوزن والقافية أكثر مما هو عليه في اليقظة — وهي خصائص تفيد الشعر دون غيره من الأشكال الأدبية.
في دراسة أخرى، درست باريت اللغة الحرفية في أحلام طلاب الجامعة ووجدتها تشبه في هذه الخصائص — القواعد سليمة، المعنى ضعيف، الوزن والقافية — الأمثلة الأدبية. وتلاحظ أن هذا يوحي بأن إحدى مركزَي اللغة في الدماغ، منطقة فيرنيكه، قد لا تعمل جيدًا، في حين تبدو منطقة بروكا فعالة، وهذا يشبه لغة المرضى بفقدان الكلام فيرنيكه، وهو الاستنتاج نفسه الذي توصل إليه كريبيلين عام 1906.
مع ذلك، لم تجد اللغوية باتريشيا كيلروي في مسحها لـ 500 حلم ضعف المعنى في خطاب الحلم، بل اكتشفت أن "كثيرًا من خطاب الحلم في الهيكل والمحتوى قد يشابه خطاب اليقظة، وإن كان عادة في عبارات أقصر وأبسط. حتى غرائب خطاب الحلم مثل الألفاظ المستحدثة والعبارات اللامعنى تحدث في الخطاب اليقظ، سواء كأخطاء غير مقصودة أو كنتائج مقصودة للاستخدام الإبداعي للغة."
بينما تُشارك منطقتا فيرنيكه وبروكا في خطاب الحلم، فإن النشاط اللفظي في الأحلام ليس معزولًا في الدماغ فقط. فبالرغم من انخفاض شدة النشاط، تصاحب خطاب الحلم والمحادثات الحالمة نبضات عصبية عضلية لعضلات الوجه واللسان. ويمكن كشف هذه النبضات العضلية بواسطة تخطيط كهربائية العضلات، ويمكن إلى حد ما فك شفرتها وإعادة تركيبها ككلام صوتي.

## التطبيق: خطاب الحلم وإلين ساكس
في كتابها المركز لا يمكن أن يصمد، تقدم إلين ساكس عدة أمثلة على "سلطة الكلمات" التي تظهر خلال نوبات الذهان. ومع ذلك، يبدو أن شرحًا أو تدخلاً مساعدًا من قبل معالجيها غائب، إذ يُوصى في كل مرة بأدوية مضادة للذهان جديدة.
مع ذلك، هناك تشابه لافت بين جانب من الحلم رقم 51 في كتاب كريبيلين وحالة ذهانية مرت بها ساكس، نشأت بسبب حصولها على تقييم عام جيد جدًا (ليس ممتازًا) من أستاذها بوب كوفر.
في الحلم رقم 51، يمكن تفسير العبارة الغريبة tripap=3 بقراءة كلمة pap كلغز رمزي (rebús) تعني "p بدون p"، أي إزالة كلمة pap من tripap ليبقى tri=3، وهي عبارة صحيحة لأن tri تعني الرقم 3 باللغة الروسية. فهم هذا اللغز، إضافة إلى إدراك تركيز كريبيلين في حلمه على الحروف، هو أمر أساسي هنا.
بنفس الطريقة، بالنظر إلى اسم الأستاذ Bob، يمكن أن تُقرأ الحروف على أنها تعبير منطقي مخفي "B أو B" (حيث يُفسر الحرف الأوسط "o" على أنه الكلمة الإسبانية لـ "أو"). والحرف B يمثل علامة أكاديمية من الدرجة الثانية بعد A. إذًا، يرتبط اسم الأستاذ بعلامة أكاديمية، وهذا الانتباه للاسم يؤدي إلى أسماء إلين ورونا، وهو ما يفسر بداية نوبة الذهان لديها، التي سرعان ما أدت إلى تعليقها بأن "لا يوجد لا" (مقارنة بـ no في اسم رونا) في كتاب القانون، وتلاوتها باللغة اليونانية مقتطفات من أرسطو، والد المنطق.

## ملحوظات
1. ↑  See Engels (2006)
2. ↑  In May 1908 Kraepelin dreamed of mental illnesses suddenly breaking in. He called them Blirr-Blerr. End April 1908 يوجين بليولر introduced schizophrenia as an alternative name for Kraepelin's Dementia praecox. Blirr-Blerr is Kraepelin's substitute for schizophrenia. See Engels (2009, p.337).
3. ↑  See Jakobson (1941). Kindersprache, Aphasie und allgemeine Lautgesetze.
4. ↑  In A History of Psycholinguistics (2013, p.391-392) Willem Levelt discusses Kraepelin's monograph but omits mentioning Jakobson's important contribution to dream speech. See also Jakobson contra Kraepelin.
5. ↑  Kraepelin links this neologism to Paar semaines.
6. ↑  See p.14/15 in Jakobson & Halle (1956) Fundamentals of Language.
7. ↑  See Engels (2005) chapter 3 and 4.
8. ↑  See Chaika (1995).
9. ↑  For an example of a parapraxis difficult to analyze, see Signorelli parapraxis.
10. ↑  Kraepelin (1920): Das die Traumsprache in allen Einzelheiten der schizophrenen Sprachverwirrtheit entspricht.
11. ↑  David Foulkes' work marks a turning point in dream theory: from the language of dreams to a linguistic view on dreams. (see e.g. Kilroe, 2001)
12. ↑  Kilroe، Patricia (2016). "Reflections on the Study of Dream Speech". Dreaming. ج. 26 ع. 2: 142–157. DOI:10.1037/drm0000016. اطلع عليه بتاريخ 2024-12-17.
13. ↑  Shimizu، A.؛ Inoue، T. (1986). "Dreamed speech and speech muscle activity". Psychophysiology. Mar, 23 ع. 2: 210–14. DOI:10.1111/j.1469-8986.1986.tb00620.x. مؤرشف من الأصل في 2024-12-19.
14. ↑  Raduga، Michael (2022). "'I love you': the first phrase detected from dreams". Sleep Sci. ج. 15 ع. 2: 149–157. DOI:10.5935/1984-0063.20220035. PMC:9210561. مؤرشف من الأصل في 2025-01-26.
15. ↑  Saks (2007, p.191-193).
16. ↑  Law= ley in Spanish and leyn means 'to recite'. See wiktionary.
17. ↑  For a more detailed discussion see the French Wikipedia site Langage de rêve.

## المنشورات الأساسية
- إنجلز ، هوب (2006). إميل كريبلينز تراومسبراشي 1908-1926. فاغينينغن: بونسن ولويجن. رقم ISBN 978-90-6464-060-5
- هاينيك، ف. (١٩٩٣). اللغة واضطراباتها في الأحلام: العمل الرائد لفرويد وكريبيلين، مُحدّث. نيويورك: وايلي.
- كريبلين، إي. (1906). Über Sprachstörungen im Traume . لايبزيغ: إنجلمان.

## قراءة إضافية
- تشايكا، إي. (١٩٩٥). حول تحليل الكلام الفصامي: أي نموذج ينبغي استخدامه؟ في أ. سيمز (محرر)، اضطرابات الكلام واللغة في الطب النفسي . ص. 47–56. لندن: جاسكل
- إنجلز، هوب (2009). Emil Kraepelins Traumsprache: erklären und verstehen. في ديتريش فون إنجلهارت أوند هورست يورغن جيريجك (محرر). كارل ياسبرز في Schnittpunkt von Zeitgeschichte، علم الأمراض النفسية والأدب والسينما . ص. 331–43. رقم ISBN 978-3-86809-018-5 هايدلبرغ: ماتيس فيرلاغ.
- كيلرو، باتريشيا أ. (2001). الجوانب اللفظية للأحلام: تصنيف أولي. الحلم: مجلة جمعية دراسة الأحلام . المجلد 11(3) 105-113، سبتمبر 2001.
- كريبلين، إي. (1920). Die Erscheinungsformen des Irreseins .
- ساكس، إلين. (٢٠٠٧). المركز لا يصمد. رحلتي عبر الجنون . نيويورك: هايبريون.

## روابط خارجية
- دراسة كريبيلين Über Sprachstörungen im Traume
- أطروحة دكتوراه (2005) حول ملخص خطاب كريبلين في الأحلام باللغة الإنجليزية، الصفحات 207-214. يتكون رمز كريبلين، الذي تم اكتشافه من خلال تحليل شفرات العديد من نماذج خطاب الأحلام، من كلمات مختلفة مرتبطة بالاسم العلمي كريبلين. إحدى هذه الكلمات الرمزية هي الكلمة اليونانية kraipalè ، والتي تعني "صداع الكحول". أصغر كلمة رمزية هي Ka ، وهي كلمة مصرية قديمة تعني قوة الحياة . تُحرك الكلمات الرمزية الارتباطات المؤدية إلى العبارات المضطربة في الأحلام. (يسرد الفصل 6 العديد من الكلمات الرمزية).
- مقال عن خطاب كريبيلين الحلمي باللغة الألمانية في الصفحات 92-101
- الحلم باللغات الأجنبية

1. ↑  For the language of dreams see Wilhelm Stekel Die Sprache des Traums (1911)